# Sulcophanaeus miyashitai
Sulcophanaeus miyashitai là một loài bọ cánh cứng trong họ Bọ hung (Scarabaeidae).